# Scott E. Anderson
Scott E. Anderson (* 1. April 1964 in Cortland, New York) ist ein US-amerikanischer Spezialeffektkünstler.

## Leben
Anderson begann seine Karriere Ende der 1980er Jahre und hatte sein Spielfilmdebüt 1989 mit James Camerons Science-Fiction-Film Abyss – Abgrund des Todes. 1996 gewann er für die Komödie Ein Schweinchen namens Babe gemeinsam mit Charles Gibson, Neal Scanlan und John Cox den Oscar in der Kategorie Beste visuelle Effekte. Zudem waren sie für den Film gemeinsam mit Chris Chitty für den BAFTA Film Award in der Kategorie Beste visuelle Effekte nominiert, die Auszeichnung ging in diesem Jahr jedoch an Ron Howards Apollo 13.
Anderson war zwei weitere Male für den Oscar nominiert, 1998 für Paul Verhoevens Starship Troopers und 2001 für Verhoevens Hollow Man – Unsichtbare Gefahr. Während er bei den Oscars beide Male leer ausging, erhielt er für die Filme jeweils den Saturn Award für die besten Spezialeffekte.

## Filmografie (Auswahl)
- 1989: Abyss – Abgrund des Todes (The Abyss)
- 1990: Jagd auf Roter Oktober (The Hunt for Red October)
- 1991: Star Trek VI: Das unentdeckte Land (Star Trek VI: The Undiscovered Country)
- 1991: Terminator 2 – Tag der Abrechnung (Terminator 2: Judgment Day)
- 1995: Ein Schweinchen namens Babe (Babe)
- 1995: Stirb langsam: Jetzt erst recht (Die Hard with a Vengeance)
- 1997: Starship Troopers
- 2000: Hollow Man – Unsichtbare Gefahr (Hollow Man)
- 2004: I, Robot
- 2005: King Kong
- 2006: Superman Returns
- 2009: In meinem Himmel (The Lovely Bones)
- 2011: Die Abenteuer von Tim und Struppi – Das Geheimnis der Einhorn (The Adventures of Tintin)
- 2015: Point Break

## Auszeichnungen (Auswahl)
- 1996: BAFTA-Film-Award-Nominierung in der Kategorie Beste visuelle Effekte für Ein Schweinchen namens Babe
- 1996: Oscar in der Kategorie Beste visuelle Effekte für Ein Schweinchen namens Babe
- 1998: Oscar-Nominierung in der Kategorie Beste visuelle Effekte für Starship Troopers
- 2001: Oscar-Nominierung in der Kategorie Beste visuelle Effekte für Hollow Man – Unsichtbare Gefahr